# Wolf Haenisch
Wolf Friedrich Konrad Haenisch (* 6. August 1908 in Kuling, China; † 3. Februar 1978 in Marburg) war ein deutscher Bibliothekar und Japanologe.

## Leben
Haenisch wurde 1908 als Sohn des Sinologen Erich Haenisch geboren. Er besuchte das Gymnasium in Salzwedel, das Berlinische Gymnasium zum Grauen Kloster und die Thomasschule zu Leipzig. Sein Abitur legte er 1927 ab. Danach studierte er Japanologie, Geschichte, Sanskrit und Sinologie an den Universitäten Leipzig, Wien, Berlin und Kyoto. Zu seinen Lehrern gehörte André Wedemeyer. Er promovierte in Berlin bei Clemens Scharschmidt und Otto Franke zum Dr. phil. 1936 wurde er Referent für Japanologie und Sinologie an der Preußischen Staatsbibliothek zu Berlin. 1946 wurde er Direktor der Öffentlich Wissenschaftlichen Bibliothek in Berlin. Von 1950 bis 1974 war er Direktor der Universitätsbibliothek Marburg. Seit 1959 war er zudem Honorarprofessor für Japanologie an der Philipps-Universität Marburg.